# Augsbuurt
Augsbuurt (en frison : Lytsewâld, en bas saxon : Lutjewolde) est un village de la commune néerlandaise de Noardeast-Fryslân, situé dans la province de Frise.

## Géographie
Le village est situé près de Kollum, à 12 km au sud-est de Dokkum.

## Histoire
Augsbuurt fait partie de la commune de Kollumerland en Nieuwkruisland avant le 1er janvier 2019, où celle-ci est supprimée et fusionnée avec Dongeradeel et Ferwerderadiel pour former la nouvelle commune de Noardeast-Fryslân.

## Démographie
Le 1er janvier 2018, le village comptait 80 habitants.